# Dennis Aogo
Dennis Aogo (* 14. ledna 1987, Karlsruhe) je německý fotbalový obránce či záložník a bývalý reprezentant původem z Nigérie, který hraje za německý klub VfB Stuttgart. Dříve působil v týmech SC Freiburg, Hamburger SV a Schalke 04. Levonohý Aogo nastupuje na levém křídle obrany nebo zálohy.

## Reprezentační kariéra
Byl členem německé jedenadvacítky.
Trenér Horst Hrubesch jej nominoval na Mistrovství Evropy hráčů do 21 let 2009 konané ve Švédsku, kde mladí Němci získali svůj premiérový titul v této kategorii.
I přes možnost nastupovat za nigerijskou reprezentaci si Aogo zvolil Německo. V A-mužstvu Německa debutoval 13. 5. 2010 v přátelském utkání v Aachenu proti týmu Malty (výhra 3:0).
Objevil se rovněž na soupisce Německa pro mistrovství světa 2010 v Jihoafrické republice, kde nastoupil v zápase proti Uruguayi (výhra 3:2).
Celkem odehrál v letech 2010–2013 za německý národní tým 12 zápasů, branku nevstřelil.